# Soghomon Tehlirian
Soghomon Tehilirian (in armeno Սողոմոն Թեհլիրեան; Nerkin Bagarij, 2 aprile 1896 – San Francisco, 23 maggio 1960) è stato un politico armeno.
Noto sopravvissuto del genocidio armeno, fece parte della Federazione Rivoluzionaria Armena. Nel 1921 uccise il Ministro Turco Mehmed Talat Pascià. Il processo fu un'opportunità per la comunità internazionale di affrontare l'impunità dei responsabili del genocidio e Soghomon fu finalmente assolto.

## La vita
Ricevette la sua istruzione primaria presso la Scuola Elementare Protestante di Erzincan. 

Dopo aver acquisito la licenza presso il Liceo di Getronagan di Costantinopoli andò a studiare ingegneria in Serbia e aveva intenzione di continuare la sua istruzione in Germania.
Era a Valjevo, in Serbia, nel giugno del 1914. Nell'autunno di quell'anno, Tehlirian si diresse in Russia e si arruolò nell'esercito per servire in un'unità di volontariato sul fronte del Caucaso contro l'esercito turco. 
Nel giugno 1915, la polizia locale ottomana ordinò la deportazione degli armeni a Erzincan. La madre di Tehlirian, tre sorelle, il marito di sua sorella, i suoi due fratelli e una nipote di due anni furono deportati. Durante il Genocidio Armeno perse 85 membri della famiglia.
Il 15 marzo 1921 assassinò a Berlino l'ex Ministro degli Interni ottomano Mehmed Talat Pascià, che è considerato uno dei principali fautori del genocidio degli armeni. Talat, infatti, per sfuggire agli Alleati che ne chiedevano l'estradizione per crimini di guerra, si era rifugiato in Germania con l'aiuto delle autorità tedesche, nonostante questo fu condannato a morte in contumacia. Nel successivo processo a Berlino, una giuria ha dichiarato Tehlirian "non colpevole". Il consulente medico era il neurologo e psichiatra Richard Cassirer.
Tehlirian in realtà aveva agito per conto di una organizzazione segreta che aveva ideato l'Operazione Nemesis, il cui nome completo era "Operazione Nemesis di vendetta del genocidio armeno". In questa operazione venivano seguiti e puniti tutti gli autori del genocidio degli armeni.
Negli anni '50, Tehlirian emigrò negli Stati Uniti. Morì nel 1960 di un'emorragia cerebrale a San Francisco.
È sepolto nel cimitero Ararat a Fresno in California.